# Shinkei
Shinkei (jap. 心敬; ur. 1407 zm. 1475) – japoński poeta, mnich buddyjski.
Był mistrzem pieśni wiązanej (renga). Poświęcił jej wiele pism teoretycznych. Publikował także teksty dotyczące ogólnie pojętej działalności artystycznej i poszukiwaniu oświecenia.